# Treze Futebol Clube
Maillots
Le Treze Futebol Clube est un club brésilien de football basé à Campina Grande dans l'État de Paraíba.

## Palmarès
| Compétitions nationales                                | Compétitions régionales |
| ------------------------------------------------------ | --- |
| - Championnat du Brésil de D4 : - Vice-champion : 2018 | - Championnat de Paraíba (17) : - Champion : 1940, 1941, 1950, 1966, 1975, 1981, 1982, 1983, 1989, 2000, 2001, 2005, 2006, 2010, 2011, 2020, 2023 - Vice-champion : 1939, 1942, 1961, 1962, 1963, 1964, 1967, 1968, 1969, 1972, 1973, 1974, 1986, 1988, 1992, 1999, 2004, 2008, 2009, 2013 et 2017 - Coupe de Paraíba (pt) (1) : - Vainqueur : 2009 - Finaliste : 2008 et 2011 |